# Heinrich Julius von Goldbeck
Heinrich Julius Goldbeck, ab 1778 von Goldbeck und Reinhart bzw. von Goldbeck (* 2. August 1733 in Stendal; † 10. Juni 1818 in Berlin) war preußischer Großkanzler und Justizminister.

## Herkunft
Goldbeck entstammte dem altmärkischen Uradel. Das bedeutende Adelsgeschlecht der Goldbecks herrschte schon seit Ende des 12. Jahrhunderts in der Altmark und fand im Jahr 1274 erstmals urkundliche Erwähnung. Seine Eltern waren der Obergerichtsrat in Stendal Karl Friedrich von Goldbeck (* 16. Juni 1675; † 14. September 1759) und Dorothea Elisabeth Amalie von Reinhar(d)t (* 16. November 1698; † 29. August 1774).

## Leben und Werk
In den 1750er Jahren studierte er an der Universität Frankfurt/Oder. Nach dem Studium wurde er 1755 Referendar in Stendal. 1758 wechselte er als Referendar zum Kammergericht, wo er 1763 auch als Kammergerichtsrat eingestellt wurde. Er war Mitglied der Freimaurerloge Zur Eintracht. Im Jahr 1768 trat er unter dem Namen Julius Eques a Cratere der freimaurerischen Lehrart der Strikten Observanz bei.
1774 ernannte man Goldbeck zum Geheimen Tribunalsrat. 1778 erfolgte eine Beförderung zum Präsidenten des Kammergerichts und die Ernennung zum Direktor des General-Postamtes sowie zum Condirektor der allgemeinen Witwen-Verpflegungssocietät und des Kur- und Neumärkischen Kreditwesens. Im selben Jahr erreichte er als königlich preußischer Geheimer Tribunals- und Postrat am 28. März 1778 in Berlin zugleich mit seinen Brüdern die preußische Adelsbestätigung und Adelserneuerung mit Namensvereinigung mit dem der Familie von Reinhart.
1789 rückte Goldbeck in die Staatsspitze auf. Er wurde zum Staats- und Justizminister ernannt und war nun betraut mit dem Justizdepartement der Provinz Westfalen, war Chefpräsident des Kammergerichts, der Oberregiegerichte in Akzise- und Zollangelegenheiten und hatte die Leitung des Kriminaldepartements. 1795 erfolgte schließlich die Ernennung zum Großkanzler und Chefpräsidenten der Gesetzgebungskommission.
Im Jahr 1798 gab Goldbeck das Kriminaldepartement an Albrecht Heinrich von Arnim-Kröchlendorff (1744–1805) ab und übernahm gemeinsam mit Friedrich Wilhelm von Thulemeyer das Pfälzer Koloniedepartement und – ebenfalls gemeinschaftlich – das Militärjustizdepartement. Nach dem Ausscheiden des Ministers von Arnim wurde Goldbeck im Jahr 1802 erneut zuständig für das Kriminaldepartement; zudem wurde er zum zweiten Direktor und Verordneten der Kurmärkischen Landschaft und der Städtekassen und überwachte die Justizangelegenheiten in Ost- und Westpreußen.
Von 1783 bis 1802 agierte Goldbeck als Haupt-Ritterschafts-Direktor am Kur- und Neumärkisches Ritterschaftliches Kreditinstitut mit Sitz in Berlin.

## Familie
Er heiratete Henriette Dorothea Seegebarth (* 15. Mai 1742; † 24. April 1816). Das Paar hatte mehrere Kinder:
- Karl Friedrich (* 3. September 1768; † 4. Mai 1867); ⚭ Karoline Alexandrine von Schrötter (* 27. Dezember 1780; † 15. Juli 1839)
- Wilhelmine (* 1771; † 1804); ⚭ Graf Wilhelm von Cramer († 2. März 1841), preußischer Landrat, Sohn von Johann Heinrich von Carmer

## Orden und Ehrenzeichen
- 1797: Roter Adlerorden
- 1803: Schwarzer Adlerorden